# 42. ročník People's Choice Awards
42. ročník People's Choice Awards se konal 6. ledna 2016 v Microsoft Theater v Los Angeles. Předávání cen moderovala Jane Lynchová a byl vysíláno na americkém televizním kanálu CBS. Nominace byly oznámeny 3. listopadu 2015.

## Nominace
Nominace byly oznámené 3. listopadu 2015

### Film
| Nejoblíbenější film                                                                           | Nejoblíbenější akční film                                                                           |
| --------------------------------------------------------------------------------------------- | --------------------------------------------------------------------------------------------------- |
| - Avengers: Age of Ultron - Rychle a zběsile 7 - V hlavě - Jurský svět - Ladíme 2             | - Avengers: Age of Ultron - Rezistence - Rychle a zběsile 7 - Jurský svět - Labyrint: Zkoušky ohněm |
| Nejoblíbenější komediální film                                                                | Nejoblíbenější dramatický film                                                                      |
| - The Duff - Ladíme 2 - Špión - Méďa 2 - Vykolejená                                           | - Věčně mladá - Padesát odstínů šedi - Nejdelší jízda - Marťan - Straight Outta Compton             |
| Nejoblíbenější filmový herec                                                                  | Nejoblíbenější filmová herečka                                                                      |
| - Johnny Depp - Robert Downey Jr. - Chris Pratt - Channing Tatum - Will Smith                 | - Sandra Bullock - Anne Hathawayová - Scarlett Johansson - Melissa McCarthy - Meryl Streep          |
| Nejoblíbenější herec v akčním filmu                                                           | Nejoblíbenější herečka v akčním filmu                                                               |
| - Vin Diesel - Robert Downey Jr. - Chris Hemsworth - Dwayne Johnson - Chris Pratt             | - Emily Bluntová - Scarlett Johansson - Michelle Rodriguez - Charlize Theron - Shailene Woodley     |
| Nejoblíbenější herec v komediálním filmu                                                      | Nejoblíbenější herečka v komediálním filmu                                                          |
| - Jack Black - Robert De Niro - Will Ferrell - Kevin Hart - Mark Wahlberg                     | - Anna Kendrick - Melissa McCarthy - Amy Schumer - Sofía Vergara - Rebel Wilson                     |
| Nejoblíbenější herec v dramatu                                                                | Nejoblíbenější herečka v dramatu                                                                    |
| - George Clooney - Matt Damon - Johnny Depp - Channing Tatum - Will Smith                     | - Dakota Johnson - Blake Lively - Jennifer Lopez - Rachel McAdams - Kate Winslet                    |
| Nejoblíbenější hlas v animovaném filmu                                                        | Nejoblíbenější rodinný film                                                                         |
| - Sandra Bullock - Selena Gomezová - Amy Poehlerová - Rihanna - Adam Sandler                  | - Popelka - Konečně doma - Hotel Transylvánie 2 - V hlavě - Mimoni                                  |
| Nejoblíbenější thrillerový film                                                               | |
| - Kluk od vedle - Insidious 3: Počátek - Poltergeist - 98 hodin: Zúčtování - Odebrat z přátel | |

### Televize
| Nejoblíbenější televizní seriál | Nejoblíbenější komediální seriál                                                                                           |
| --- | --- |
| - Teorie velkého třesku - Hra o trůny - Chirurgové - The Voice - Živí mrtví                                                                               | - 2 Socky - Teorie velkého třesku - Mike a Molly - Taková moderní rodinka - Nová holka                                     |
| Nejoblíbenější dramatický seriál | Nejoblíbenější sci-fi/fantasy seriál                                                                                       |
| - Empire - Gotham - Chirurgové - Vražedná práva - Skandál                                                                                                 | - Arrow - Kráska a zvíře - Bylo, nebylo - Lovci duchů - Upíří deníky                                                       |
| Nejoblíbenější sci-fi/fantasy kabelové televize | Nejoblíbenější krimi |
| - American Horror Story - Hra o trůny - Cizinka - Vlčí mládě - Živí mrtví                                                                                 | - Sběratelé kostí - Castle na zabití - Myšlenky zločince - Námořní vyšetřovací služba - Lovci zločinců                     |
| Nejoblíbenější herec v komediálním seriálu | Nejoblíbenější herečka v komediálním seriálu                                                                               |
| - Jesse Tyler Ferguson - Johnny Galecki - Jim Parsons - Matthew Perry - Andy Samberg                                                                      | - Kaley Cuoco - Zooey Deschanel - Anna Faris - Melissa McCarthy - Sofía Vergara                                            |
| Nejoblíbenější herec v dramatickém seriálu | Nejoblíbenější herečka v dramatickém seriálu                                                                               |
| - Justin Chambers - Scott Foley - Terrance Howard - Taylor Kinney - Jesse Williams                                                                        | - Viola Davis - Taraji P. Henson - Ellen Pompeo - Sara Ramírez - Kerry Washington                                          |
| Nejoblíbenější herec v krimi | Nejoblíbenější herečka v krimi                                                                                             |
| - Jim Caviezel - Nathan Fillion - Mark Harmon - LL Cool J - Shemar Moore                                                                                  | - Emily Deschanelová - Mariska Hargitay - Stana Katić - Lucy Liu - Pauley Perrette                                         |
| Nejoblíbenější komedie kabelové televize | Nejoblíbenější drama kabelové televize                                                                                     |
| - Tři kluci a nemluvně - Předstírání - It's Always Sunny in Philadelphia - Real Husbands of Hollywood - Mladí a hladoví                                   | - Batesův motel - The Fosters - Prolhané krásky - Rizzoli & Isles: Vraždy na pitevně - Kravaťáci                           |
| Nejoblíbenější televizní soutěž | Nejoblíbenější herec kabelové televize                                                                                     |
| - Amerika má talent - Ninja faktor po americku - Dancing with the Stars - MasterChef - The Voice                                                          | - Eric Dane - Adam DeVine - Taye Diggs - Kevin Hart - Christian Slater                                                     |
| Nejoblíbenější herečka kabelové televize | Nejoblíbenější seriál prémiové kabelové televize                                                                           |
| - Sasha Alexander - Ashley Benson - Hilary Duff - Lucy Hale - Shay Mitchell                                                                               | - Girls - Ve jménu vlasti - Mystérium sexu - Shameless - Viceprezident(ka)                                                 |
| Nejoblíbenější herec prémiové kabelové televize | Nejoblíbenější herečka préminové kabelové televize                                                                         |
| - Joshua Jackson - Dwayne Johnson - Nick Jonas - Matt LeBlanc - Justin Theroux                                                                            | - Kristen Bellová - Claire Danesová - Julia Louis-Dreyfus - Lisa Kudrow - Emmy Rossum                                      |
| Nejoblíbenější herec ze sci-fi/fantasy seriálu kabelové televize                                                                                          | Nejoblíbenější herečka sci-fi/fantasy seriálu kabelové televize                                                            |
| - Jensen Ackles - Misha Collins - Sam Heughan - Ian Somerhalder - David Tennant                                                                           | - Caitriona Balfe - Emilia Clarkeová - Ginnifer Goodwin - Jennifer Morrison - Lady Gaga                                    |
| Nejoblíbenější moderátor denní show | Nejoblíbenější moderátorský tým denní show                                                                                 |
| - Ellen DeGeneresová - Steve Harvey - Dr. Oz - Rachael Ray - Wendy Williams                                                                               | - Good Morning America - Live! with Kelly and Michael - The Talk - Today - The View                                        |
| Nejoblíbenější moderátor večerní show | Nejoblíbenější internetový seriál                                                                                          |
| - Stephen Colbert - James Corden - Jimmy Fallon - Jimmy Kimmell - Conan O'Brien                                                                           | - Dům z karet - The Mindy Project - Holky za mřížemi - Transparent - Nezdolná Kimmy Schmidt                                |
| Nejoblíbenější herec z nového seriálu | Nejoblíbenější herečka z nového seriálu                                                                                    |
| - Chace Crawford - Zachary Levi - Rob Lowe - Josh Peck - John Stamos                                                                                      | - Priyanka Chopra - Jamie Lee Curtis - Marcia Gay Harden - Lea Michele - Emma Roberts                                      |
| Nejoblíbenější animovaný seriál | Nejoblíbenější nová komedie                                                                                                |
| - Americký táta - Bobovy burgery - Griffinovi - Simpsonovi - Městečko South Park                                                                          | - Crazy Ex-Girlfriend - Dr. Ken - Grandfathered - The Grinder - Rodinka na kousky - Mupeti - Scream Queens - Truth Be Told |
| Nejoblíbenější nové drama | |
| - Mrtvý bod - Blood & Oil - Code Black - Hrdinové: Znovuzrození - Všemocný - Minority Report - Hráč - Quantico - Vražedné Miami - Supergirl - Wicked City | |

### Hudba
| Nejoblíbenější zpěvák | Nejoblíbenější zpěvačka |
| --- | --- |
| - Justin Bieber - Luke Bryan - Nick Jonas - Ed Sheeran - The Weeknd | - Lana Del Rey - Selena Gomez - Demi Lovato - Madonna - Taylor Swift |
| Nejoblíbenější hudební skupina | Objev roku |
| - Fall Out Boy - Fifth Harmony - Imagine Dragons - Maroon 5 - One Direction | - Fetty Wap - Halsey - Tori Kelly - Shawn Mendes - The Weeknd |
| Nejoblíbenější country zpěvák | Nejoblíbenější country zpěvačka |
| - Dierks Bentley - Luke Bryan - Brad Paisley - Blake Shelton - Keith Urban | - Miranda Lambert - Reba McEntire - Kacey Musgraves - Cassadee Pope - Carrie Underwood |
| Nejoblíbenější country skupina | Nejoblíbenější popová zpěvák/zpěvačka |
| - The Band Perry - Florida Georgia Line - Lady Antebellum - Little Big Town - Zac Brown Band | - Kelly Clarkson - Selena Gomez - Demi Lovato - Ed Sheeran - Taylor Swift |
| Nejoblíbenější hip-hopový umělec | Nejoblíbenější R&B umělec |
| - Big Sean - Drake - Kendrick Lamar - Nicki Minaj - Wiz Khalifa | - Chris Brown - Ciara - Janet Jacksonová - Ne-Yo - The Weeknd |
| Nejoblíbenější písnička | Nejoblíbenější album |
| - "Bad Blood", Taylor Swift feat. Kendrick Lamar - "Can't Feel My Face", The Weeknd - "Love Me Like You Do", Ellie Goulding - "See You Again", Wiz Khalifa feat. Charlie Puth - "What Do You Mean?", Justin Bieber | - American Beauty/American Psycho, Fall Out Boy - Beauty Behind the Madness, The Weeknd - If You're Reading This It's Too Late, Drake - Smoke + Mirrors, Imagine Dragons - Title, Meghan Trainor |
| Nejoblíbenější hudební ikona | |
| - Madonna - Paul McCartney - Prince - Steven Tyler - Stevie Wonder | |

### Média
| Nejoblíbenější celebrita sociálních médií                                                      | Nejoblíbenější hvězda sociálních médií                                                                        |
| ---------------------------------------------------------------------------------------------- | --- |
| - Beyoncé - Dwayne Johnson - Anna Kendrick - Britney Spears - Taylor Swift                     | - Matt Bellassai - Cameron Dallas - Frankie Grande - Nash Grier - Lele Pons                                   |
| Nejoblíbenější mobilní hra                                                                     | Nejoblíbenější videohra                                                                                       |
| - Candy Crush Saga - Despicable Me: Minion Rush - Fruit Ninja - Plants vs Zombies - Temple Run | - Batman: Arkham Knight - Call of Duty: Advanced Warfare - Grand Theft Auto V - Minecraft - Super Smash Bros. |
| Nejoblíbenější YouTube hvězda                                                                  | The DailyMail.com Seriously Popular Award                                                                     |
| - Connor Franta - Grace Helbig - Jenna Marbles - Miranda Sings - Tyler Oakley                  | - Cara Delevingne - Kylie Jennerová - Bella Thorne - Ruby Rose - Maddie Ziegler                               |